# Sut-Kholsky (huyện)
Huyện Sut-Kholsky (tiếng Nga: ? райо́н) là một huyện hành chính tự quản (raion), của Tuva, Nga. Huyện có diện tích 7572 kilômét vuông, dân số thời điểm ngày 1 tháng 1 năm 2000 là 8400 người. Trung tâm của huyện đóng ở Sut-Aksy.